# モネスティエ＝ポール＝デュー
モネスティエ＝ポール＝デュー （Monestier-Port-Dieu、オック語:Monestièr e Port Dieu）は、フランス、ヌーヴェル＝アキテーヌ地域圏、コレーズ県のコミューン。

## 地理
コミューンの東側の境界線となり、ドルドーニュ川の支流となっているドニョン川とリス川が流れる。ダム建設によってできたボール＝レゾルグ湖と接する。

## 人口統計
| 1962年 | 1968年 | 1975年 | 1982年 | 1990年 | 1999年 | 2006年 | 2011年 |
| ------ | ------ | ------ | ------ | ------ | ------ | ------ | ------ |
| 223    | 203    | 155    | 153    | 143    | 116    | 119    | 124    |

参照元:1999年までEHESS、2004年以降INSEE